# Афолаби, Ола
О́ла Афола́би (нем. Ola Afolabi), имя при рождении Олауол О. Афолаби (англ. Olawale O. Afolabi); род. 15 марта 1980 года Лондон, Великобритания) — британский боксёр-профессионал, выступающий в первой тяжёлой весовой категории (англ. Cruiserweight). Чемпион мира по версии IBO (2013, 2015—2016). Временный чемпион мира по версии WBO (2009 и 2012).

## Профессиональная карьера
Афолаби начал свою профессиональную карьеру в феврале 2002 года, в полутяжёлом весе. Первый свой поединок свёл в ничью. В марте 2003 года, в своём 4-м поединке, проиграл по очкам Аллану Грину (3-0).
В сентябре свёл в ничью бой с Энтонни Руссалом (4-0). Медленно набирал рейтинг побеждая своих соперников, и в ноябре 2005 года, встретился в рейтинговом поединке с американцем, Орлином Норрисом, и нокаутировал его в 7-м раунде. После победы ушёл из бокса на два с половиной года.
Вернулся в апреле 2008 года и перешёл в первый тяжёлый вес. Вышел на титульный поединок за звание чемпиона Америки по версии WBO NABO в первом тяжёлом весе, и нокаутировал в 10-м раунде непобеждённого Эрика Филдса (11-0). В марте 2009 года, завоевал временный титул чемпиона мира по версии WBO, нокаутировав бывшего чемпиона, Энцо Маккаринели, в 9-м раунде. Победа сделала Афолаби главным претендентом на полноценный чемпионский титул.
В декабре 2009 года, Ола вышел на ринг с чемпионом, Марко Хуком. В очень конкурентном бою, с небольшим преимуществом по очкам победил Марко Хук. Афолаби проиграл, но сильное конкурентное противостояние не отбросило сильно британца из рейтингов. Афолаби снова стал побеждать. В марте 2012 года Ола вновь завоевал титул временного чемпиона мира по версии WBO, победив досрочно Валерия Брудова. 5 мая 2012 года состоялся второй бой с Марко Хуком. Второй бой был ещё более зрелищным и конкурентным, судьи присудили ничью. Афолаби не смог взять реванш, но не проиграл.
8 июня 2013 года состоялся третий бой Афолаби и Марко Хука. Афолаби в бою действовал более экономно нежели в первых двух встречах, и Хук за счёт прессинга и большей активности победил британца и поставил точку в их противостоянии.
В ноябре 2013 года Афолаби не без труда победил по очкам близким решением польского боксёра, Лукаша Яника.
10 апреля 2015 года в бою за титул временного чемпиона мира по версии IBF проиграл единогласным решением судей (111—115, 111—115, 111—116) аргентинскому боксёру Виктору Эмилио Рамиресу.
4 ноября 2015 года нокаутировал известного российского боксёра Рахима Чахкиева и завоевал титул чемпиона мира по версии IBO.
27 февраля 2016 года проиграл третий раз в карьере Марко Хуку и потерял титул чемпиона мира по версии IBO.

## Результаты профессиональных боёв
В таблице перечислены результаты всех поединков боксёров.
В каждой строке указан результат поединка. Дополнительно номер поединка обозначен цветом, который обозначает итог поединка. Расшифровка обозначений и цветов представлена в нижеследующей таблице.
| Пример | Расшифровка                     |
| ------ | ------------------------------- |
|        | Победа                          |
|        | Ничья                           |
|        | Поражение                       |
|        | Планируемый поединок            |
|        | Поединок признан несостоявшимся |
| КО     | Нокаут                          |
| ТКО    | Технический нокаут              |
| PTS    | Решение судей (по очкам)        |
| UD     | Единогласное решение судей      |
| MD     | Решение большинства судей       |
| SD     | Раздельное решение судей        |
| RTD    | Отказ от продолжения боя        |
| DQ     | Дисквалификация                 |
| NC     | Поединок признан несостоявшимся |

| 22 победы (11 нокаутом, 11 решением судей), 6 поражений (2 техническим нокаутом, 4 решениями судей), 4 ничьи |           |        |                                |     |               |            |                                          | |
| Бой | Результат | Рекорд | Соперник                       | Тим | Рд., Время    | Дата       | Место                                    | Примечания |
| 32 | Поражение | 22-6-4 | Марио Дазер (12-0)             | TKO | 3 (12), 2:00  | 2017-5-19  | Барклейкард Арена, Гамбург, Германия     | Бой за вакантные титулы чемпиона по версиям IBO International и WBO European в первом тяжёлом весе.                                                                   |
| 31 | Поражение | 22-5-4 | Марко Хук (38-3-1)             | RTD | 10 (12), 3:00 | 2016-2-27  | Халле, Северный Рейн-Вестфалия, Германия | Бой за титул чемпиона мира по версии IBO в первом тяжёлом весе. |
| 30 | Победа    | 22-4-4 | Рахим Чахкиев (24-1-0)         | KO  | 5 (12), 1:44  | 2015-11-04 | Казань, Россия                           | Завоевал титул чемпиона мира по версии IBO и статус обязательного претендента на бой с чемпионом мира по версии IBF в первом тяжёлом весе. Счёт: 39-37, 40-36, 39-37. |
| 29 | Поражение | 21-4-4 | Виктор Эмилио Рамирес (21-2-0) | UD  | 12            | 2015-04-10 | Буэнос-Айрес, Аргентина                  | Бой за титул временного чемпиона мира по версии IBF. Счёт: 111-116, 111-115, 111-115.                                                                                 |
| 28 | Победа    | 21-3-4 | Энтони Капуто Смит (15-3-0)    | RTD | 3 (12), 3:00  | 2014-07-26 | Нью-Йорк, США                            | |
| 27 | Победа    | 20-3-4 | Лукаш Яник (26-1-0)            | MD  | 12            | 2013-11-02 | Нью-Йорк, США                            | Выиграл вакантный титул чемпиона мира по версии IBO. Счёт: 115-113, 117-111, 114-114.                                                                                 |
| 26 | Поражение | 19-3-4 | Марко Хук (35-2-1)             | MD  | 12            | 2013-06-08 | Берлин, Германия                         | Бой за титул чемпиона мира по версии WBO. Счёт: 113-115, 111-117, 114-114.                                                                                            |
| 25 | Ничья     | 19-2-4 | Марко Хук (34-2-0)             | MD  | 12            | 2012-05-05 | Эрфурт, Германия                         | Бой за титул чемпиона мира по версии WBO. Счёт: 114-114, 113-115, 114-114.                                                                                            |
| 24 | Победа    | 19-2-3 | Валерий Брудов (39-3-0)        | RTD | 5 (12), 3:00  | 2012-03-03 | Дюссельдорф, Германия                    | Выиграл титул временного чемпиона мира по версии WBO. Брудов в нокдауне в 3 и 5 раундах.                                                                              |
| 23 | Победа    | 18-2-3 | Лукаш Русевич (9-10)           | UD  | 8             | 2011-09-10 | Вроцлав, Польша                          | Счёт: 79-73, 79-74, 80-72. |
| 22 | Победа    | 17-2-3 | Терри Данстан (24-3)           | KO  | 1 (12), 2:40  | 2011-07-02 | Гамбург, Германия                        | Защитил титул интерконтинентального чемпиона по версии WBO. |
| 21 | Победа    | 16-2-3 | Любош Суда (23-4-1)            | TKO | 5 (12)        | 2011-03-19 | Кёльн, Германия                          | Выиграл вакантный титул интерконтинентального чемпиона по версии WBO.                                                                                                 |
| 20 | Победа    | 15-2-3 | Сандро Сипрошвили (24-6)       | UD  | 10            | 2010-10-16 | Гамбург, Германия                        | Счёт: 100-90, 98-92, 97-93. |
| 19 | Поражение | 15-1-3 | Марко Хук (26-1)               | UD  | 12            | 2009-12-05 | Людвигсбург, Германия                    | Бой за титул чемпиона мира по версии WBO. Счёт: 113-115, 112-116, 113-115.                                                                                            |
| 18 | Победа    | 14-1-3 | Энцо Маккаринелли (29-2)       | KO  | 9 (12), 1:50  | 2009-03-14 | Манчестер, Великобритания                | Выиграл титул временного чемпиона мира по версии WBO. Счёт: 76-76, 73-79, 74-78.                                                                                      |